# Challenger de Puerto Vallarta 2021
El torneo Puerto Vallarta Open 2021 fue un torneo de tenis perteneció al ATP Challenger Tour 2021 en la categoría Challenger 80. Se trató de la 3ª edición; el torneo tuvo lugar en la ciudad de Puerto Vallarta (México), desde el 22 hasta el 28 de noviembre de 2021 sobre pista dura al aire libre.

## Jugadores participantes del cuadro de individuales
| Favorito | País                      | Jugador            | Rank1 | Posición en el torneo    |
| -------- | ------------------------- | ------------------ | ----- | ------------------------ |
| 1        | Bandera de Uruguay        | Pablo Cuevas       | 95    | Cuartos de final, retiro |
| 2        | Bandera de Alemania       | Daniel Altmaier    | 98    | CAMPEÓN                  |
| 3        | Bandera de Chile          | Alejandro Tabilo   | 141   | FINAL                    |
| 4        | Bandera de Estados Unidos | Ernesto Escobedo   | 163   | Primera ronda            |
| 5        | Bandera de Estados Unidos | Michael Mmoh       | 247   | Semifinales              |
| 6        | Bandera de Estados Unidos | Christian Harrison | 252   | Segunda ronda            |
| 7        | Bandera de China Taipéi   | Wu Tung-lin        | 264   | Segunda ronda            |
| 8        | Bandera de Japón          | Tatsuma Ito        | 283   | Cuartos de final         |

- 1 Se ha tomado en cuenta el ranking del 15 de noviembre de 2021.

### Otros participantes
Los siguientes jugadores recibieron una invitación (wild card), por lo tanto ingresan directamente al cuadro principal (WC):
- Milledge Cossu
- Gerardo López Villaseñor
- Shang Juncheng

Los siguientes jugadores ingresan al cuadro principal tras disputar el cuadro clasificatorio (Q):
- Liam Draxl
- Alex Hernández
- Christian Langmo
- Govind Nanda

## Campeones

### Individual Masculino
- Daniel Altmaier derrotó en la final a  Alejandro Tabilo, 6–3, 3–6, 6–3

### Dobles Masculino
- Gijs Brouwer /  Reese Stalder derrotaron en la final a  Hans Hach Verdugo /  Miguel Ángel Reyes-Varela, 6–4, 6–4